# ایستگاه متروی آکتون تاون
ایستگاه متروی آکتون تاون (انگلیسی: Acton Town tube station) یکی از ایستگاه‌های خط پیکدیلی و خط ناحیه متروی لندن است.
این ایستگاه که در ناحیه آکتون، لندن قرار دارد در سال ۱۸۷۹ میلادی تأسیس شده‌است.

## نگارخانه

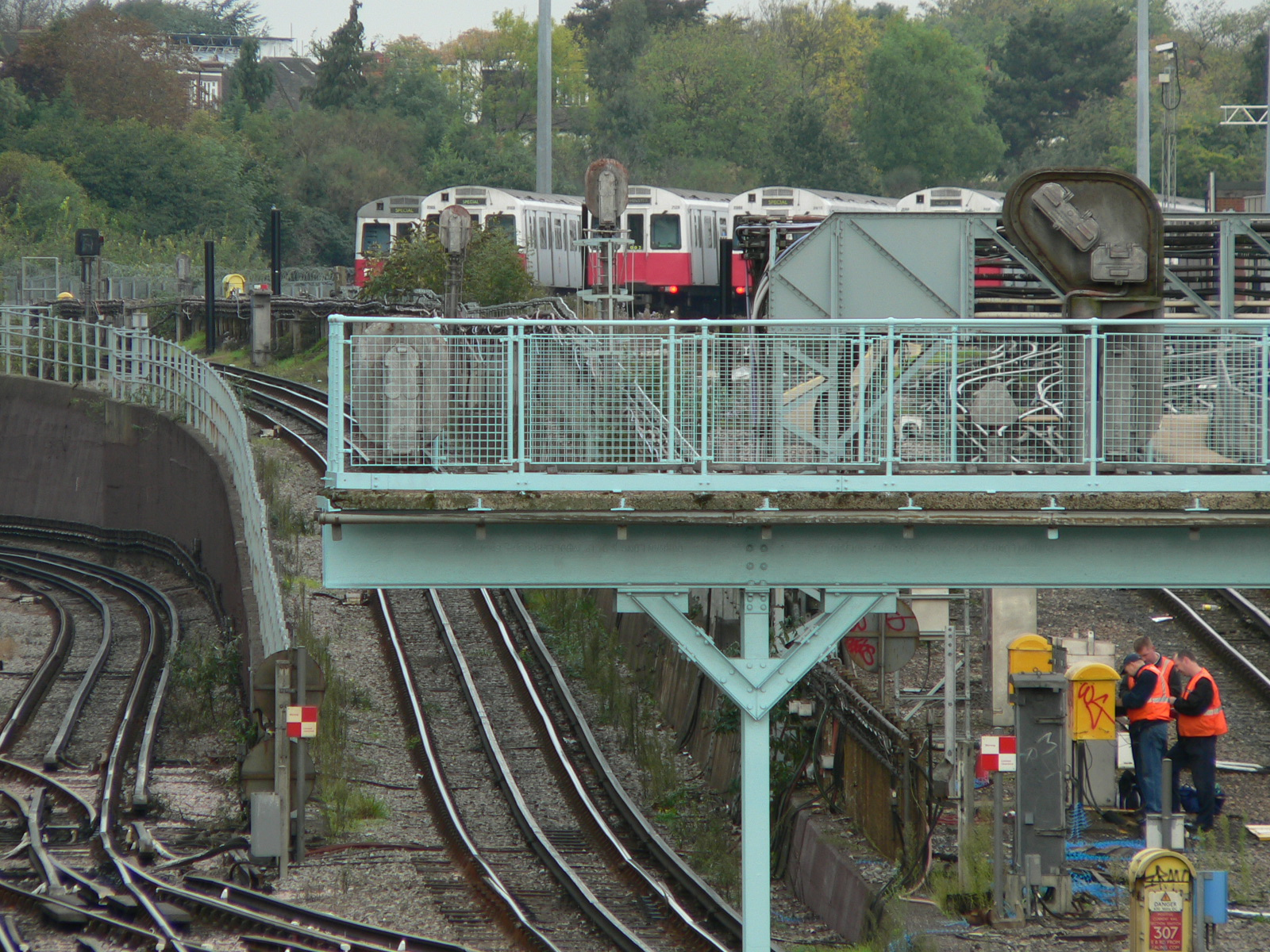
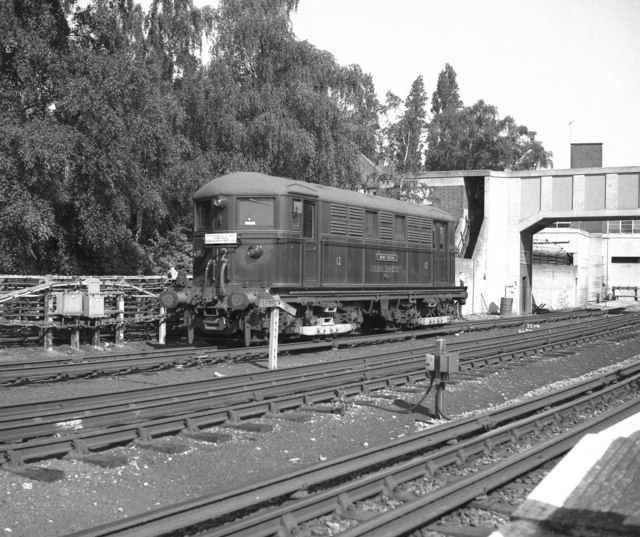
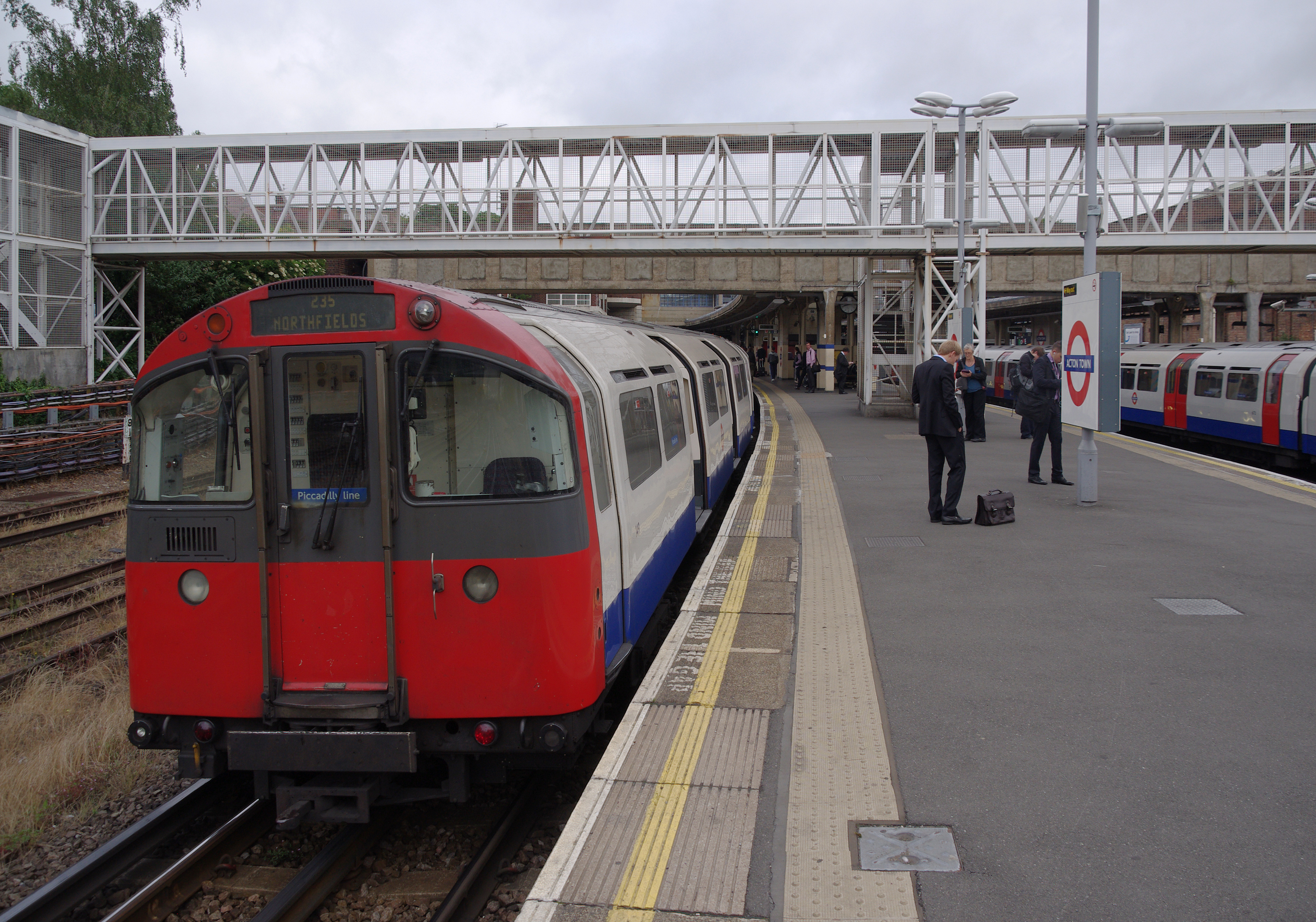
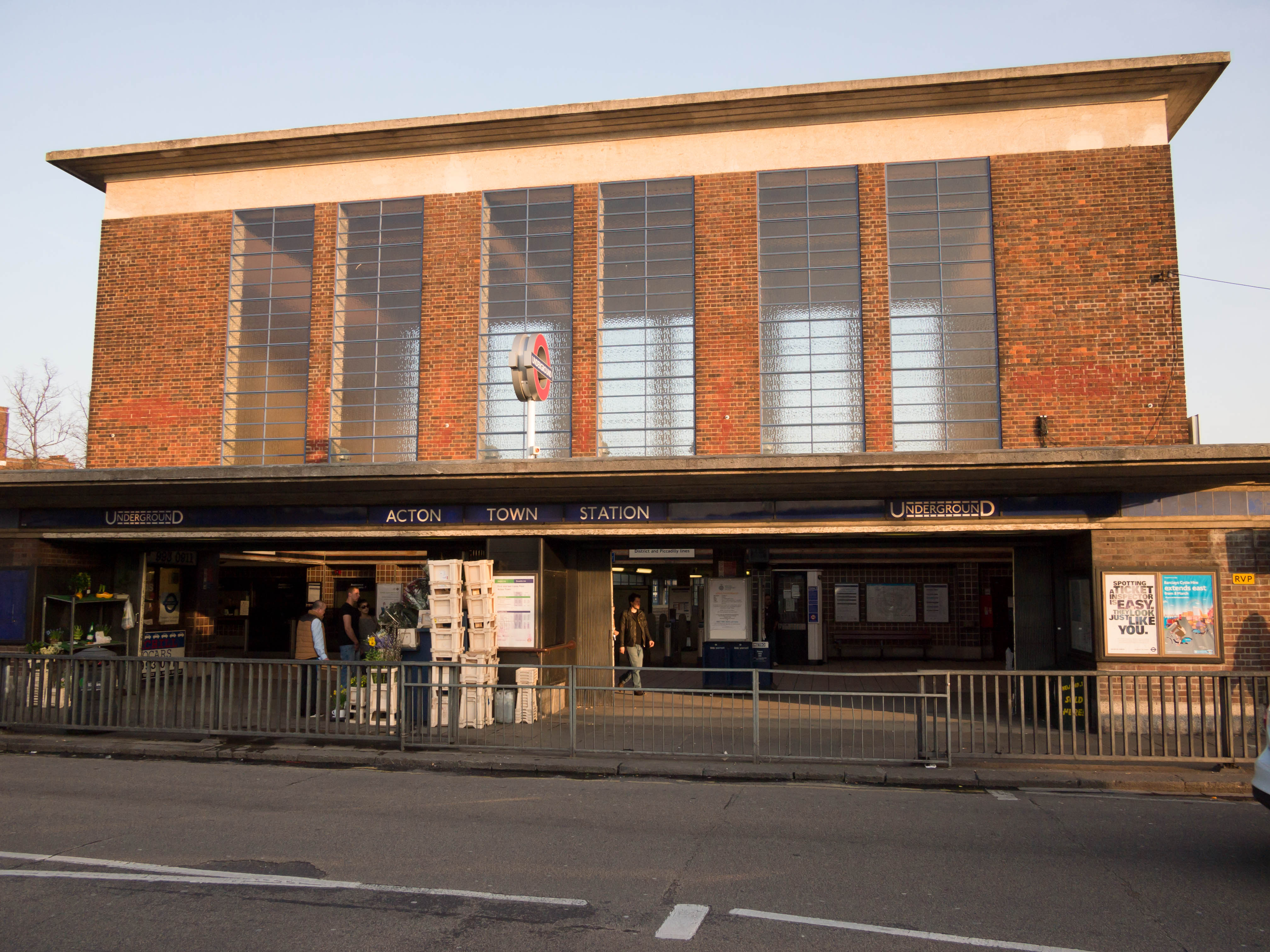
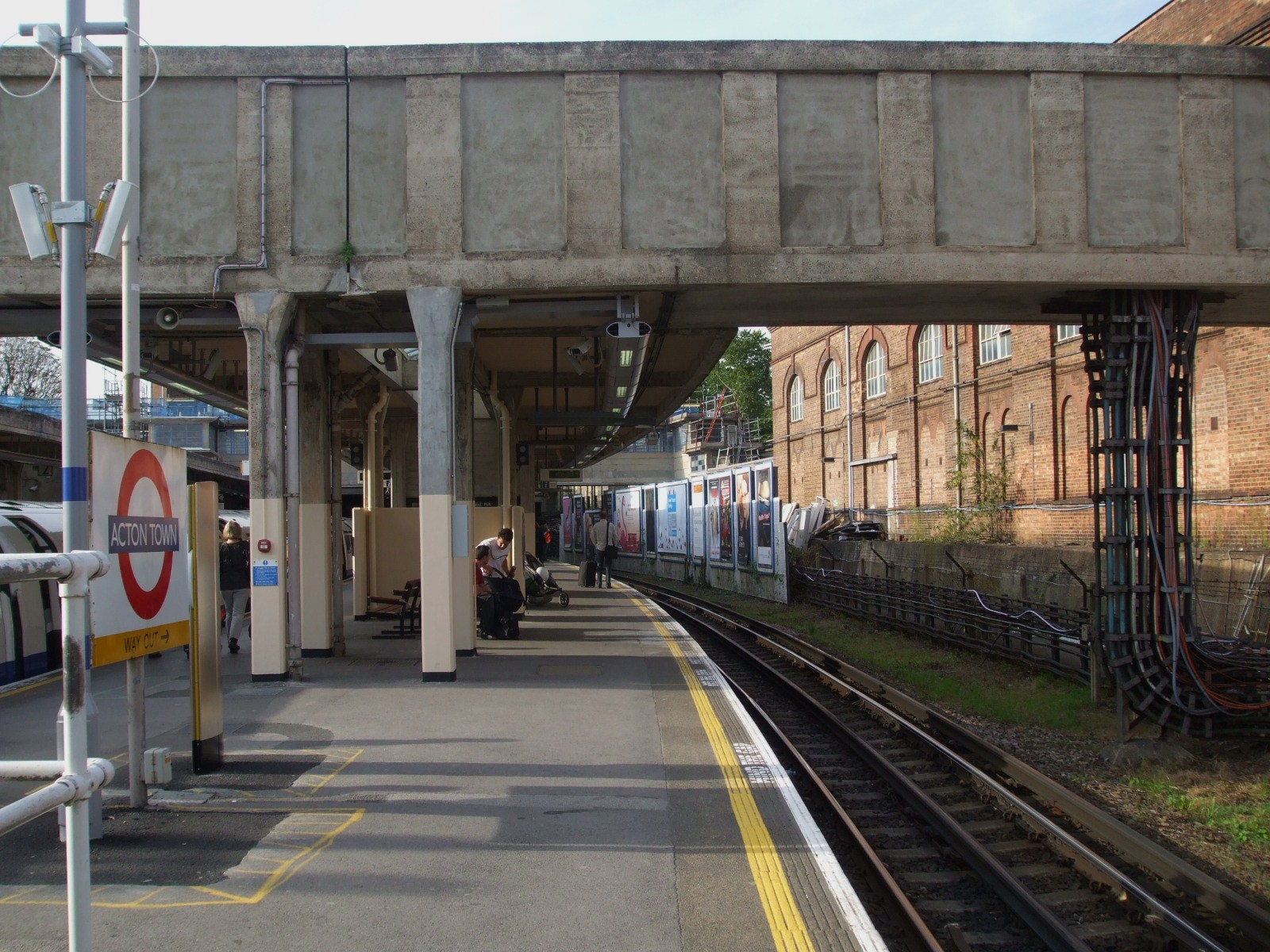